# 杉本博昭
杉本 博昭（すぎもと ひろあき、1989年2月27日 - ）は、元ラグビーユニオン選手。2023-24シーズンまでの13期にわたり、クボタスピアーズ船橋・東京ベイに所属した。

## プロフィール
- 大阪府出身。
- ポジション：フッカー(HO)、ナンバーエイト(No.8)。
- 身長 181cm、体重 106kg
- ニックネーム：ヒロ
- 高校日本代表・U19・U20日本代表に選出。
- 共に実兄の剛章（三菱重工相模原）晃一（トヨタ自動車）もラグビー選手。

## 来歴
9歳からラグビーを始めた。
大阪市立東生野中学校（通称：トンナマ）ラグビー部出身。
2007年、大工大高校卒業後、明治大学に入学する。なお大工大高校時代では主将を務め、高校日本代表にも選ばれキャプテンを務めた。、第30回高校東西対抗試合に西軍として出場。
2010年、明治大学ラグビー部の主将に就任。
2011年、明治大学卒業後、クボタスピアーズ(現・クボタスピアーズ船橋・東京ベイ)に加入。同年11月26日に行われたトップイーストリーグ第10節の東京ガス戦に途中出場で公式戦初出場を果たした。
2024年2月21日、引退することを表明。同年5月退団。